# Anna Katterfeld
Anna Katterfeld (auch: Anna Ilgenstein-Katterfeld, Ehename: Anna Ilgenstein, * 14. Oktober 1880 in Kėdainiai, Russisches Kaiserreich; † 20. Februar 1964 in Steinen) war eine deutsche Schriftstellerin.

## Leben
Anna Katterfeld entstammte einer deutschbaltischen Familie. Sie wuchs in Kurland auf und besuchte in Riga die Schule. Ab 1899 wirkte sie als Erzieherin auf Schloss Bojen bei Hasenpoth; ab 1905 war die Religionslehrerin an einer Schule in Mitau. Da bei ihr bereits früh ein Ohrenleiden zur Schwerhörigkeit geführt hatte, war sie gezwungen, ihren Beruf aufzugeben. Sie begann mit dem Verfassen protestantischer Erbauungsliteratur. Ab 1912 lebte sie vorwiegend in Deutschland. 1930 heiratete sie den protestantischen Pfarrer Wilhelm Ilgenstein, mit dem sie bis 1936 in Düsseldorf lebte. Ab 1936 war das Ehepaar in Badenweiler ansässig.
Anna Katterfelds umfangreiches Werk umfasst vorwiegend Erzählungen für Erwachsene und Jugendliche sowie Biografien protestantischer Persönlichkeiten.

## Werke
- Ludwig Katterfeld, der Bahnbrecher der Innern Mission in den baltischen Provinzen, München 1913
- Ein baltisches Diakonissenleben, Bethel b. Bielefeld 1920
- Die erste Blutzeugin im Diakonissenkleide, Bethel bei Bielefeld 1920 (Biographie über Marie Schlieps)
- Grete Fröhlichs Sendung, Bethel b. Bielefeld 1922
- Robber, Bethel b. Bielefeld 1922
- Die Botschaft Meister Guntrams von Augsburg, Leipzig 1923
- Im Zeichen des Widerchristus, Bethel b. Bielefeld 1923
- In Treue fest, Halle (Saale) 1924
- Über sich hinaus, Bethel 1926
- Freiland!, Basel 1927
- Die doch viele reich machen, Basel 1928
- Dr. Glück, der Sennedoktor, Bethel bei Bielefeld 1929
- Verborgene Siege, Stuttgart 1929
- Das Diakonissen-Mutterhaus zu Mitau in Leben, Martyrium und Aufbau, Mitau 1930
- Paul Wachtsmuth, Mitau 1930
- Die Stadt der Barmherzigkeit, Neukirchen, Kr. Moers 1930
- Der Widerschein, Basel 1930
- Das Geheimnis des sibirischen Nachtwächters und andere Erzählungen, Stuttgart 1932
- Osterlicht über dem Kreuze, Hannover 1932
- Das Wiedersehn im Gefängnis, Dresden 1932
- Die Reformatoren, Köln 1933 (unter dem Namen Anna Ilgenstein-Katterfeld, zusammen mit Wilhelm Ilgenstein)
- Dora Rappard, Berlin 1934
- Die Kammerjungfer der Königin, Stuttgart 1934
- Unter Gottes Hand, Elberfeld 1934
- Hannchen Friedbergs Reiseabenteuer, Elberfeld 1935
- Lebensglück, Berlin 1935
- Maria, die Mutter des Herrn, Berlin 1935
- Oskar Schabert, ein Rufer Gottes, Erlangen 1936
- Ursulas Fahrt ins Leben, Berlin 1936
- Vom Ich zum Wir, Blankenburg 1936
- Eine abenteuerliche Reise, Bad Blankenburg 1937
- Amalie Sieveking, Berlin 1937
- Der dritte Ruf, Bad Blankenburg 1937
- Lichter im Dunkel der Großstadt, Bad Blankenburg 1937
- Wie Lieselotte Weber besonders genommen wurde, Berlin 1937
- Die Prophezeiung und andere wahre Geschichten aus Vergangenheit und Gegenwart, Bad Blankenburg 1938
- Um Gottes Reich, Stuttgart 1938
- Unseres Herrgotts Schatzmeisterin. Ein Lebensbild der Gräfin Marie Esther von Waldersee., Berlin 1938
- Felician von Zaremba, Stuttgart [u. a.] 1939
- Idelette, die Gattin Calvins, Basel [u. a.] 1939
- Lisbeths Entscheidung, Berlin 1939
- Der Engel von Sibirien, Wuppertal-Elberfeld 1940
- Die Heimatkinder, Berlin 1940
- Die rettende Hand, Berlin 1940
- Die unsichtbare Hand, Stuttgart 1940
- Helmuts erste Taschenuhr und Ein Ungehorsam, Bad Blankenburg, Thür. Wald 1941
- Das rote Tüchlein der Brigitta, Elberfeld 1941
- Urgroßvater und Urenkel im Baltenlande, Wuppertal-Elberfeld 1941
- Der rechte Mann, Lahr 1946
- In Gottes Schule, Bad Salzuflen 1947
- Als "Papa Oberlin" ein Junge war, Stuttgart 1948
- Der Mahner, Berlin-Hermsdorf 1948
- Warum der Peter in die Zeitung kam, Gießen 1948
- Das Weihnachtsschwesterchen, Gießen 1948
- Werner Frobens schönstes Weihnachtsfest, Stuttgart 1948
- Ein abenteuerliches Weihnachtsfest, Möckmühl (Württ.) 1949
- Leuchtendes Leben, Stuttgart 1949
- Der Steintalpfarrer, Lahr 1949
- Der Vatertag, Lahr/Baden 1950
- Emil Frommel, Lahr-Dinglingen (Baden) 1951
- Die Frau Galeriedirektor, Lahr-Dinglingen (Baden) 1951
- Frieda Ufer-Held, Stuttgart 1951
- Ein wildes Mädchen und was aus ihm wurde, Lahr/Baden 1951
- Du bist meins Gottes Gab, Stuttgart 1951 (zusammen mit Wilhelm Ilgenstein)
- Die ganz starke Liebe, Lahr-Dinglingen (Baden) 1952
- Katharina von Bora, Lahr-Dinglingen (Baden) 1952
- Luise und ihr wichtiger Auftrag, Lahr/Baden 1952
- Sie folgten Ihm nach, Stuttgart-Sillenbuch 1952
- Erfüllung, Stuttgart-Sillenbuch 1953
- Friedrich Braun, Gießen [u. a.] 1953 (zusammen mit Wilhelm Ilgenstein)
- Anna Katterfeld erzählt, Stuttgart-Sillenbuch 1954
- Auf der Brücke zur Ewigkeit, Lahr-Dinglingen (Baden) (zusammen mit Wilhelm Ilgenstein)
  - 1. Lebensausklang gottgesegneter Männer, 1954
  - 2. Lebensausklang gottgesegneter Frauen, 1954
- Der Waldbauernbub vom Kluppeneggerhof, Lahr/Baden 1954
- Alles ist geschenkt, Stuttgart-Sillenbuch 1955
- Mutter Heitefuß, Lahr-Dinglingen (Baden) 1955
- Weiß ich den Weg auch nicht ..., Stuttgart 1955
- Der Engel aller Hütten, Metzingen/Württ. 1957
- Weide meine Lämmer, Lahr-Dinglingen (Baden) 1957
- D. Ludwig Schneller, Lahr-Dinglingen (Baden) 1958
- Mein Bruder Heinrich, Lahr-Dinglingen (Baden) 1958
- Die erfüllte Prophezeiung, Lahr-Dinglingen (Baden) 1959
- Erfülltes Leben, Stuttgart-Sillenbuch 1959
- Der Kreuzwirt, Metzingen/Württ. 1959
- Der Reiseengel, Metzingen/Württ. 1959
- Du hast so wunderbare Wege, Wuppertal-Barmen 1961
- Entscheidende Begegnungen, Stuttgart-Sillenbuch 1963
- Dennoch Licht!, Uhldingen 1979

## Herausgeberschaft
- Wenn aber kommen wird das Vollkommene, Bethel b. Bielefeld 1921
- Hans Pförtner: Der Sieg des Kreuzes, Reutlingen 1949
- Hilda, Karlsruhe 1953 (herausgegeben unter dem Namen Anna Ilgenstein-Katterfeld, zusammen mit Wilhelm Ilgenstein)
- Friedrich I. und Friedrich II., die letzten Großherzöge von Baden, Karlsruhe 1954 (herausgegeben unter dem Namen Anna Ilgenstein-Katterfeld, zusammen mit Wilhelm Ilgenstein)